# Manono (Samoa)
Manono is een eiland van Samoa, dat in de Straat van Apolima ligt, tussen de hoofdeilanden Savai'i en Upolu. Manono ligt 3,4 km WNW van Lefatu Cape, het meest westelijke punt van Upolu. Manono is een deel van het district Aiga-i-le-Tai.
Op het eiland Manono zijn er vier dorpen, met een totale populatie van 889 inwoners in 2006. Elektriciteit werd pas in 1995 geïntroduceerd. Er zijn kleine winkeltjes aanwezig, en er staan verschillende fale op het strand voor bezoekers. Een overzet van Upolu duurt zo'n 20 minuten.
Naburige eilanden zijn Apolima, dat een kleine nederzetting heeft, en het kleine eiland Nu'ulopa.

## Dorpen op het eiland
Manono heeft vier dorpen:
1. Apai, in het westen van het eiland (111 inwoners)
2. Faleu, in het zuiden van het eiland (354 inwoners)
3. Lepuia'i, in het zuidwesten van het eiland (223 inwoners)
4. Salua, in het noorden van het eiland (201 inwoners)

## Fotogalerij

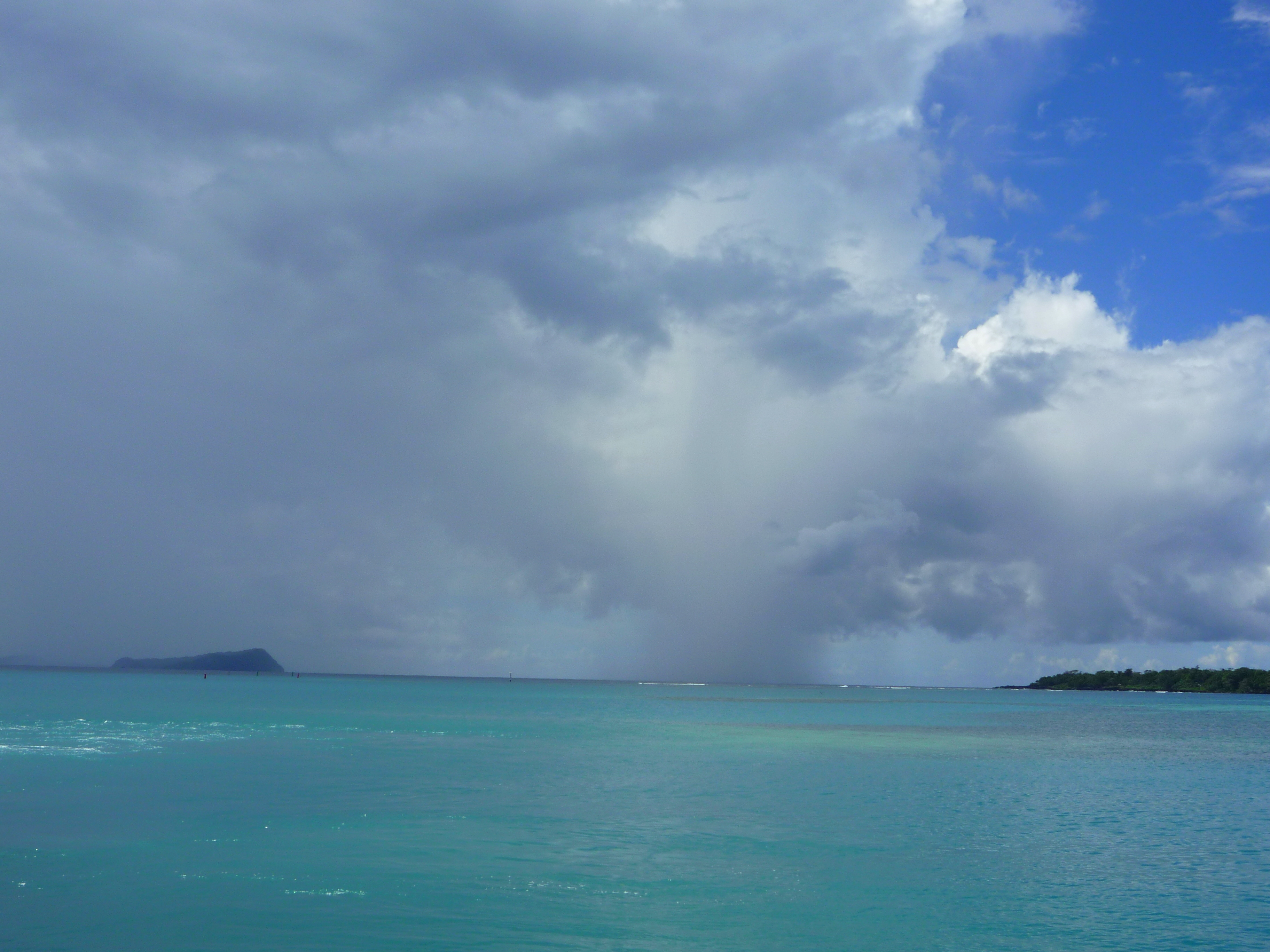
Straat van Apolima met Apolima links en Savai'i (rechts).
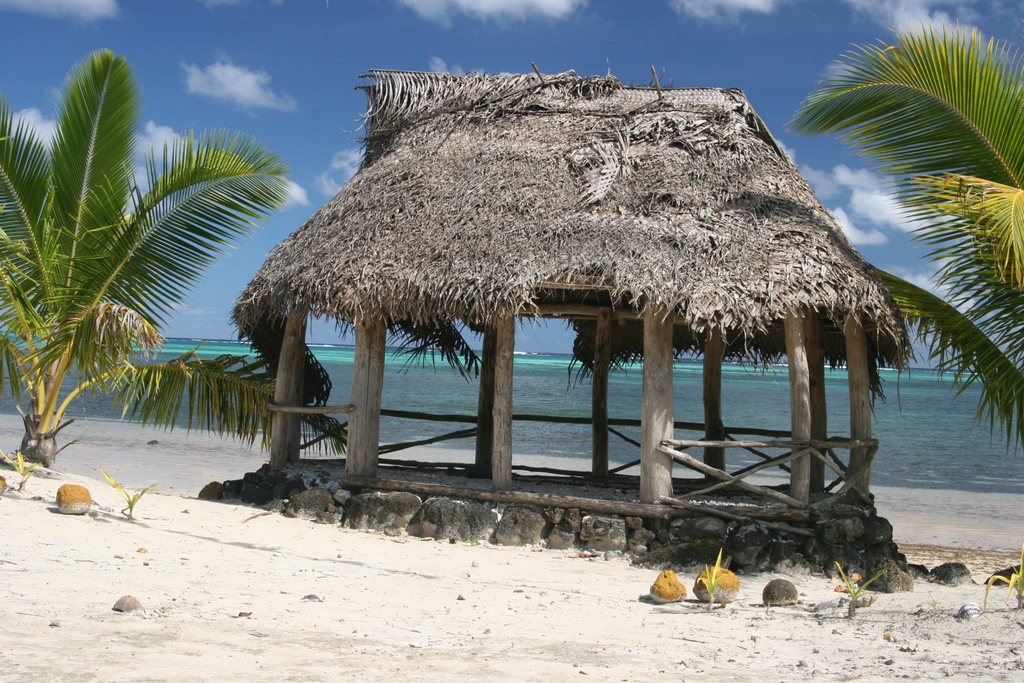
Fale (faleo'o) op het strand in Manono.
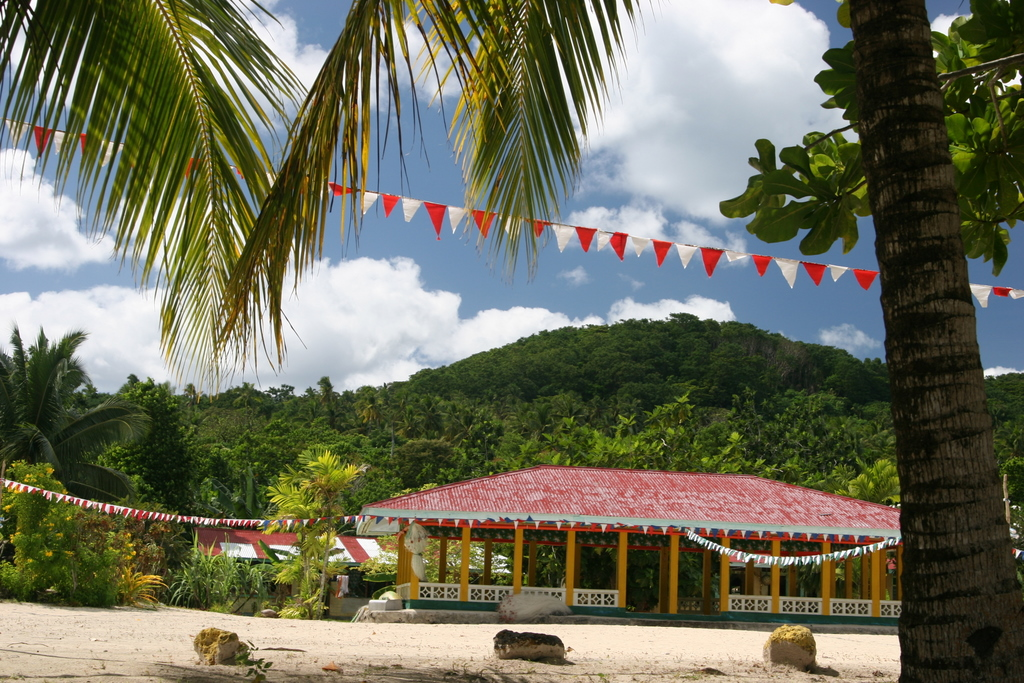
Fale tele, ontmoetingsruimte op het eiland (juni 2009)